# Laguna Celeste
La laguna Celeste es una laguna altoandina de Bolivia localizada en el departamento de Potosí al sur del país. Es llamada así por el color de sus aguas de azul claro, se encuentra a los pies del volcán Uturuncu. En esta laguna se alimentan los flamencos andinos que forman grandes bandadas de estas aves. La laguna Celeste tiene unas dimensiones máximas de 2,5 km de largo por 1,5 km de ancho. 
La laguna tiene una orilla o costa de 7,4 kilómetros. 

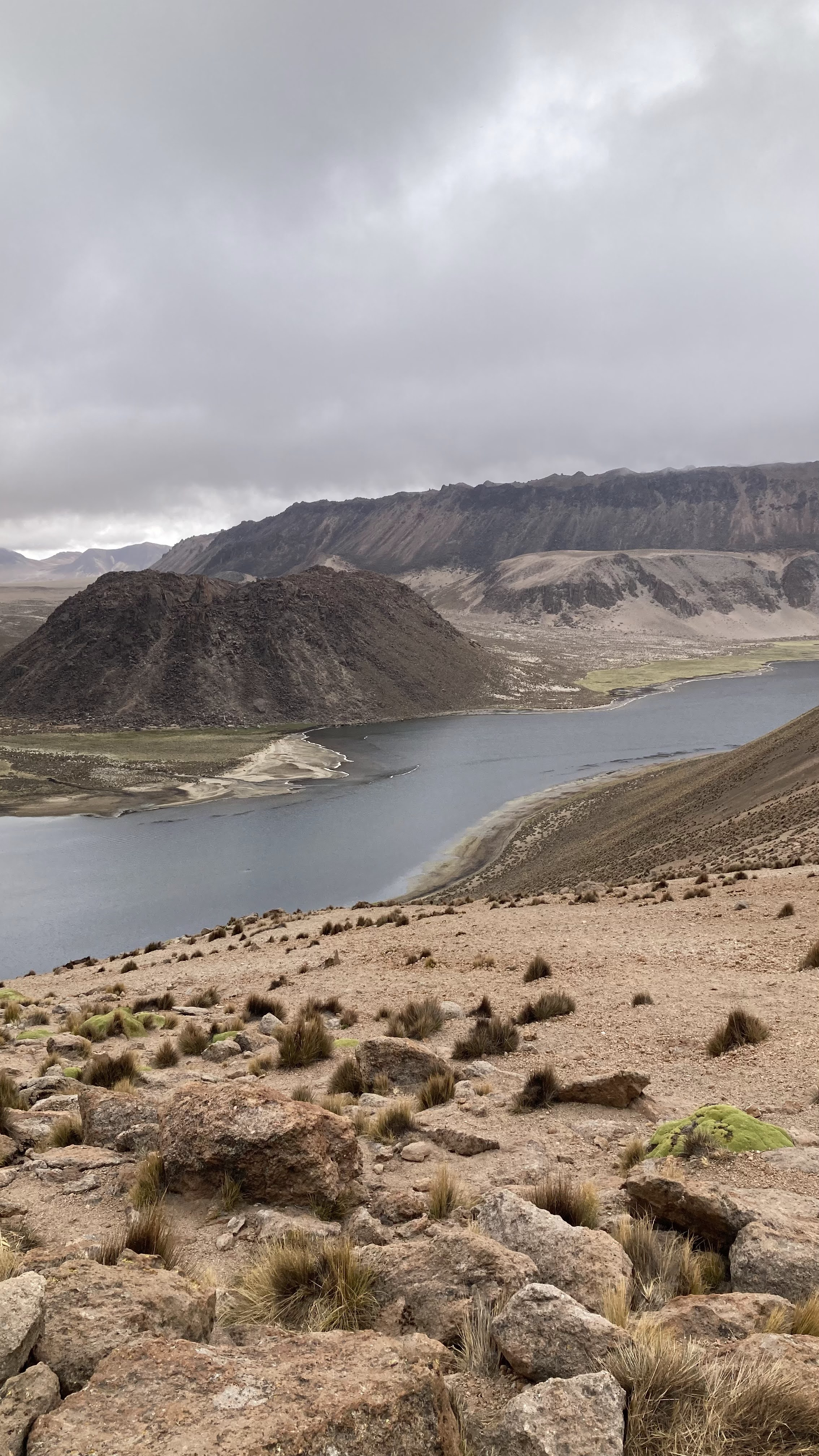
Vista de la Laguna Celeste, Potosí, Bolivia.